# Winter-Universiade 2019/Ski-Orientierungslauf
Bei der Winter-Universiade 2019 wurden sieben Wettkämpfe im Ski-Orientierungslauf ausgetragen.

## Bilanz

### Medaillenspiegel
| Platz  | Land       | Gold | Silber | Bronze | Gesamt |
| ------ | ---------- | ---- | ------ | ------ | ------ |
| 1      | Russland   | 4    | 4      | 2      | 10     |
| 2      | Finnland   | 2    | 1      | 3      | 6      |
| 3      | Norwegen   | 1    | 2      | 1      | 4      |
| 4      | Tschechien | –    | –      | 1      | 1      |
| Gesamt | Gesamt     | 7    | 7      | 7      | 21     |

### Medaillengewinner

#### Männer
| Disziplin     | Gold              | Silber            | Bronze            |
| ------------- | ----------------- | ----------------- | ----------------- |
| Sprint        | Wladislaw Kiselew | Audun Heimdal     | Sergei Gorlanow   |
| Verfolgung    | Sergei Gorlanow   | Wladislaw Kiselew | Misa Tuomala      |
| Mitteldistanz | Jørgen Baklid     | Sergei Gorlanow   | Wladislaw Kiselew |

#### Frauen
| Disziplin     | Gold            | Silber          | Bronze        |
| ------------- | --------------- | --------------- | ------------- |
| Sprint        | Liisa Nenonen   | Marina Wjatkina | Mirka Suutari |
| Verfolgung    | Marina Wjatkina | Mirka Suutari   | Liisa Nenonen |
| Mitteldistanz | Liisa Nenonen   | Marina Wjatkina | Petra Hancová |

#### Mixed
| Disziplin      | Gold                              | Silber                                | Bronze                              |
| -------------- | --------------------------------- | ------------------------------------- | ----------------------------------- |
| Sprint Staffel | Marina Wjatkina / Sergei Gorlanow | Evine Westli Andersen / Jørgen Baklid | Tilla Farnes Hennum / Audun Heimdal |